# Irving Glassberg
Pour les articles homonymes, voir Glassberg.
Irving Glassberg est un directeur de la photographie américain, né le 19 octobre 1906 en Pologne et décédé le 9 septembre 1958 à Los Angeles (Californie) (États-Unis).

## Filmographie
- 1947: Le Traquenard (The Web) de Michael Gordon
- 1948: Bandits de grands chemins (Black Bart) de George Sherman
- 1948: Casbah de John Berry
- 1948: Le Barrage de Burlington (River Lady) de George Sherman
- 1948: Feudin', Fussin' and A-Fightin' de George Sherman
- 1948: Haute Pègre (Larceny) de George Sherman
- 1949: Le Mustang noir (Red Canyon) de George Sherman
- 1949: La Fille des prairies (Calamity Jane and Sam Bass) de George Sherman
- 1949: Nous... les hommes (Yes Sir That's My Baby) de George Sherman
- 1949: Arctic Manhunt d'Ewing Scott
- 1949: Sword in the Desert de George Sherman
- 1949: The Story of Molly X de Crane Wilbur
- 1949: Une balle dans le dos (Undertow) de William Castle
- 1950: Outside the Wall de Crane Wilbur
- 1950: Francis, le mulet qui parle (Francis) d'Arthur Lubin
- 1950 : J'étais une voleuse (I was a shoplifter) de Charles Lamont
- 1950: Chasse aux espions (Spy Hunt) de George Sherman
- 1950: Shakedown de Joseph Pevney
- 1950: Le Kansas en feu (Kansas Raiders) de Ray Enright
- 1951: Francis Goes to the Races d'Arthur Lubin
- 1951: The Fat Man de William Castle
- 1951: Le Voleur de Tanger (The Prince Who Was a Thief) de Rudolph Maté
- 1951: La Caverne des hors-la-loi (Cave of Outlaws) de William Castle
- 1951: Le Château de la terreur (The Strange Door) de Joseph Pevney
- 1952: Les Affameurs (Bend of the River) d'Anthony Mann
- 1952: Here Come the Nelsons de Frederick De Cordova
- 1952: Flesh and Fury de Joseph Pevney
- 1952: Sally and Saint Anne de Rudolph Maté
- 1952: Duel sans merci (The Duel at Silver Creek) de Don Siegel
- 1952: Le Mystère du château noir (The Black Castle) de Nathan Juran
- 1953: Victime du destin (The Lawless Breed) de Raoul Walsh
- 1953: Le Gentilhomme de la Louisiane (The Mississippi Gambler) de Rudolph Maté
- 1953: Les Yeux de ma mie (Walking My Baby Back Home) de Lloyd Bacon
- 1954: Les Rebelles (Border River) de George Sherman
- 1954: Chevauchée avec le diable (Ride Clear of Diablo) de Jesse Hibbs
- 1954: Francis chez les Wacs (Francis Joins the WACS) d'Arthur Lubin
- 1954: Le Chevalier du roi (The Black Shield of Fallworth) de Rudolph Maté
- 1955: Capitaine Mystère (Captain Lightfoot) de Douglas Sirk
- 1955: Le Cavalier au masque (The Purple Mask) de H. Bruce Humberstone
- 1955: Les Années sauvages (The Rawhide Years) de Rudolph Maté
- 1956 : Le Prix de la peur (The Price of Fear) d'Abner Biberman
- 1956: Coup de fouet en retour (Backlash) de John Sturges
- 1956: Faux-monnayeurs (Outside the Law) de Jack Arnold
- 1956: Les Dernières Heures d'un bandit (en) (Showdown at Abilene) de Charles F. Haas
- 1957: Four Girls in Town de Jack Sher
- 1957: Joe Butterfly de Jesse Hibbs
- 1958: La Ronde de l'aube (The Tarnished Angels) de Douglas Sirk
- 1958: Madame et son pilote (The Lady Takes a Flyer) de Jack Arnold
- 1958: La Journée des violents (Day of the Badman) d'Harry Keller
- 1958: The Big Beat de Will Cowan (en)
- 1958: Crépuscule sur l'océan (Twilight for the Gods) de Joseph Pevney
- 1959: The Rabbit Trap de Philip Leacock
- 1959: La Fin d'un voyou (Cry Tough) de Paul Stanley